# Hydrelia nisaria
Hydrelia nisaria là một loài bướm đêm trong họ Geometridae.